# Wilhelm Mayfeld
Wilhelm Mayfeld (* 9. Januar 1913 in Bövinghausen, Kreis Dortmund; † 15. Februar 2006) war ein deutscher Politiker der SPD.

## Ausbildung und Beruf
Wilhelm Mayfeld absolvierte die Volksschule und das Realgymnasium, an dem er das Abitur erwarb. Danach besuchte er die Hochschule für Lehrerbildung in Dortmund. Im Anschluss war er Lehrer in Ostpreußen und Castrop-Rauxel. Er arbeitete als Hauptlehrer, dann als Rektor und legte die Prüfung für das Lehramt an Realschulen ab. Ab 1956 war er als Rektor in Castrop-Rauxel tätig.

## Politik
Wilhelm Mayfeld war ab 1954 Mitglied der SPD. 1956 wurde er Vorsitzender der SPD im Ortsverein Castrop-Rauxel. Er war 1946 Mitbegründer der Gewerkschaft Erziehung und Wissenschaft und dessen Vorstandsmitglied bis 1956. Im gleichen Jahr wählte man ihn zum Stadtverordneten in Castrop-Rauxel, wo er ab 1963 als Fraktionsvorsitzender fungierte.
Wilhelm Mayfeld war vom 25. Juli 1966 bis zum 27. Mai 1975 direkt gewähltes Mitglied des 6. und 7. Landtages von Nordrhein-Westfalen für den Wahlkreis 108 Castrop-Rauxel.